# Fort Saint-Martin

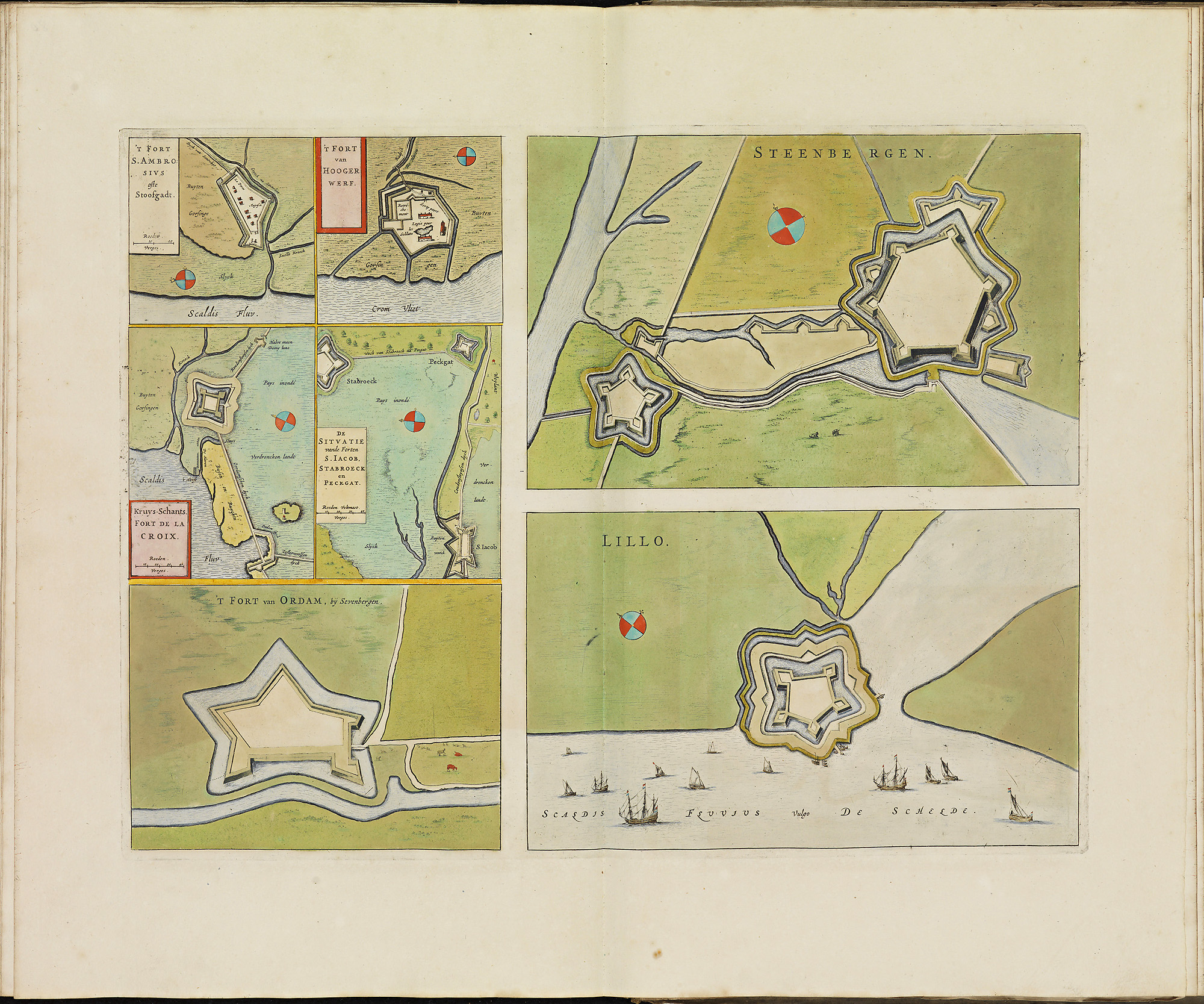
Le fort Saint-Martin dans l'Atlas de Wit (deuxième vignette vers la droite en partant du haut à gauche mentionnée "'T Fort van Hoogerwerf") par Frederik de Wit (1630-1703), vers 1698.

Le Fort Saint-Martin (appelé Fort Sint Martijn ou Fort Hoogerwerf en néerlandais) était un fort construit par les Espagnols en 1627 sur la péninsule pré-salé d'alors, d'Hoogerwerf près du village de Zandvliet actuellement en Belgique, situé dans la commune actuelle de Berendrecht-Zandvliet-Lillo d'aujourd'hui.

## Histoire
Il servit de point de départ pour les forts environnants, tels le Fort Lillo et le Fort Frederik-Hendrik Berendrecht à Berendrecht (anciennement Beirendrecht) en Belgique au nord-ouest d'Anvers.
Cette île n'offrait que peu de résistance aux nombreuses intempéries qui frappèrent la région au XVIIe siècle et en 1682, la forteresse fut démantelée après les conséquences d'une énième tempête accompagnée d'une forte montée des eaux.

## Galerie

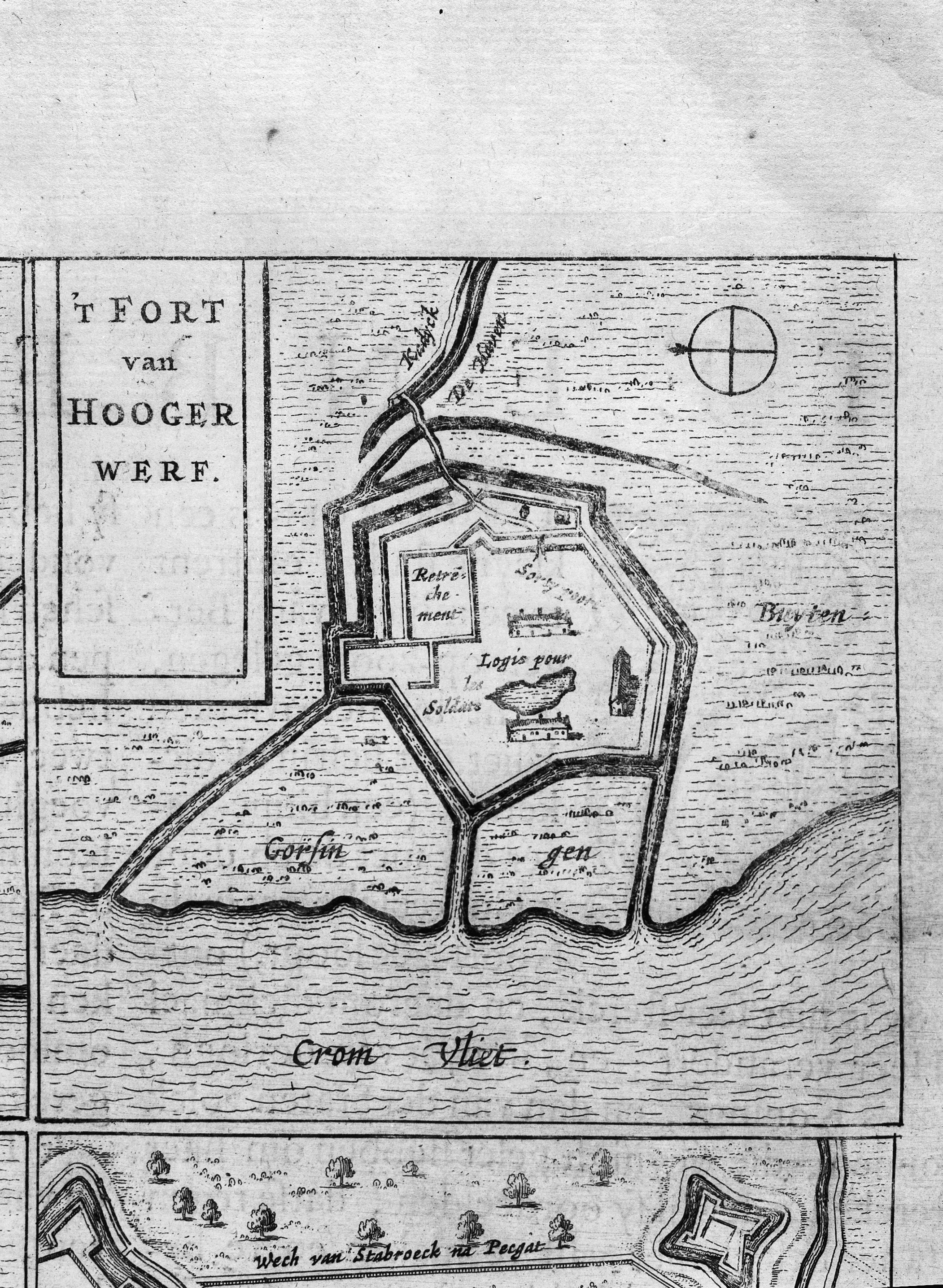
Le fort Saint-Martin (ou Hoogerwerf) vers 1698, reproduction tirée de l'album "Propriété royale des monuments à voir".
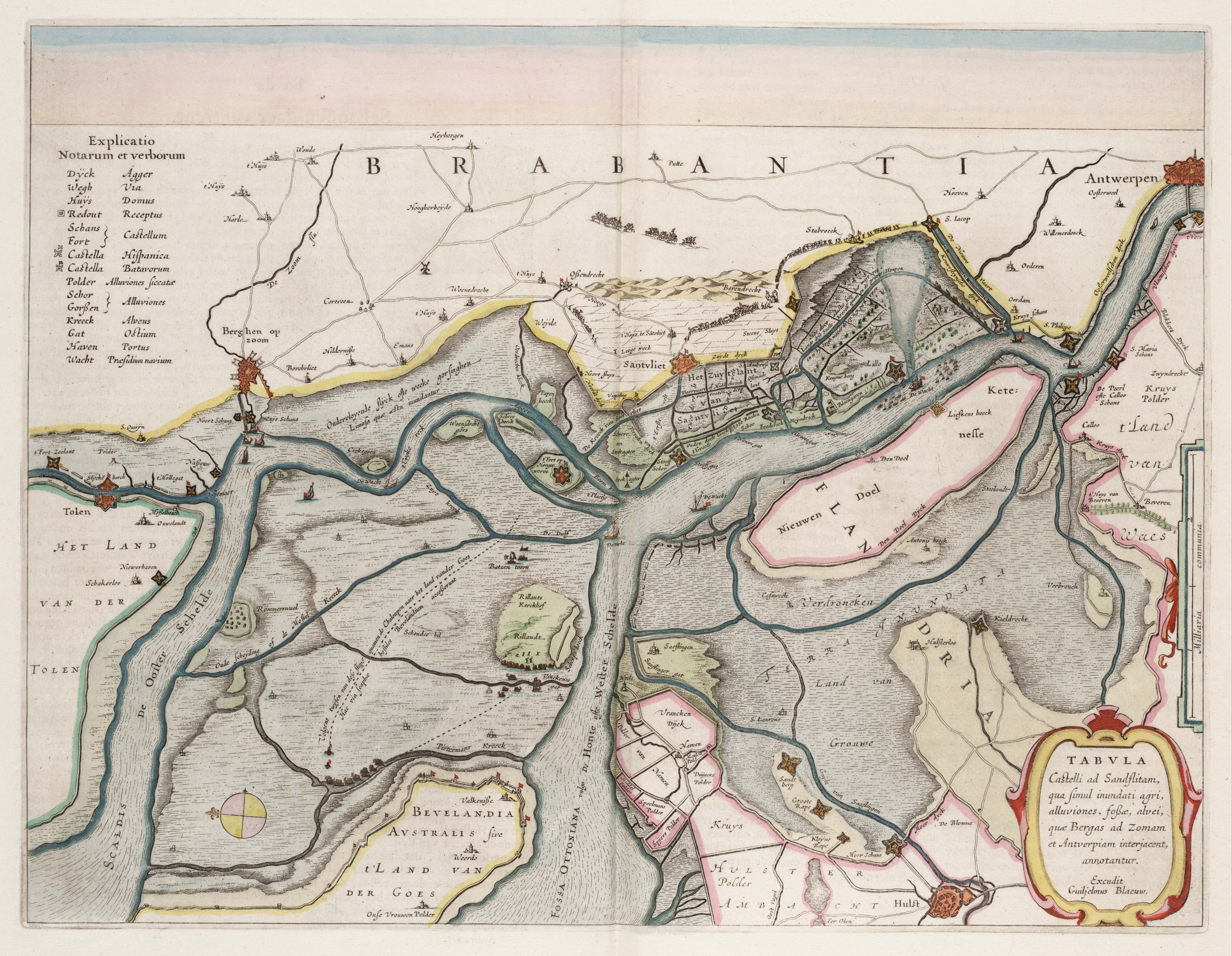
Le fort Saint Martin (positionné en bas à gauche de "Zandvliet" sur la carte) d'après Blaeu vers 1630.